# Manusmonark
Manusmonark (Symposiachrus infelix) är en fågel i familjen monarker inom ordningen tättingar. IUCN kategoriserar arten som nära hotad. Manusmonark förekommer i norra Bismarckarkipelagen och delas upp i två underarter med följande utbredning:
- S. i. infelix – ön Manus
- S. i. coultasi – Rambutyo